# Bundesstraße 423
Die Bundesstraße 423 (afkorting: B423) is een 72 kilometer lange bundesstraße in de Duitse deelstaten Rijnland-Palts en Saarland.
De weg begint in Mandebachtal] en loopt via Homburg en Glan-Münchweiler naar Altenglan.

## Routebeschrijving
De B423 begint aan de Franse grens bij de gemeente Mandelbachtal, Blieskastel, Webenheim, Schwarzenacker, Schwarzenbach, daarna kruist de weg bij afrit Einöd de A8. De weg loopt verder voor Einöd, Homburg. De weg kruist bij afrit Homburg de A6, Kleinottweiler, Jägersburg, Waldmohr, Schönenberg-Kübelberg, Brücken, Steinbach am Glan, Henschtal, Rehweiler, Matzenbach, Theisbergstegen, Mühlbach am Glan, en Glan-Münchweiler naar Altenglan waar hij aansluit op de B420.

## Geschiedenis
De weg was in de tijd van Napoleon onderdeel van de Route impériale Nr. 92, die van Nancy naar Bingen am Rhein liep.

## Verkeersintensiteiten
In 2010 reden dagelijks 3.900 voertuigen bij de Franse grens wat stijgt naar 15.000 voertuigen in Blieskastel en 22.000 voertuigen in Homburg. Het noordelijk deel is met 1.600 tot 4.500 voertuigen rustiger, behalve in Schönenberg waar 12.000 voertuigen rijden.
B1 · B3 · B7 · B8 · B9 · B10 · B26 · B27 · B35 · B37 · B38 · B39 · B40 · B41 · B42 · B43 · B43a · B44 · B45 · B47 · B48 · B49 · B50 · B51 · B52 · B53 · B54 · B55 · B55a · B56 · B56n · B57 · B58 · B59 · B61 · B62 · B63 · B64 · B65 · B66 · B66n · B67 · B68 · B70 · B80 · B83 · B84 · B219 · B220 · B221 · B223 · B224 · B225 · B226 · B227 · B228 · B229 · B230 · B231 · B233 · B234 · B235 · B236 · B237 · B238 · B239 · B241 · B249 · B250 · B251 · B252 · B253 · B254 · B255 · B256 · B257 · B258 · B259 · B260 · B261 · B262 · B263 · B264 · B265 · B266 · B267 · B268 · B269 · B270 · B271 · B272 · B274 · B275 · B277a · B278 · B279 · B284 · B288 · B323 · B324 · B326 · B327 · B399 · B400 · B403 · B405 · B406 · B407 · B409 · B410 · B411 · B412 · B413 · B414 · B416 · B417 · B418 · B419 · B420 · B421 · B422 · B423 · B424 · B426 · B427 · B428 · B429 · B448 · B449 · B450 · B451 · B452 · B453 · B454 · B455 · B456 · B457 · B458 · B459 · B460 · B469 · B473 · B474 · B475 · B476 · B477 · B478 · B479 · B480 · B481 · B482 · B483 · B484 · B485 · B486 · B487 · B488 · B489 · B499 · B504 · B506 · B507 · B508 · B509 · B510 · B511 · B513 · B514 · B515 · B516 · B517 · B519 · B520 · B521 · B525 · B528 · B611